# Kalenić (Ub)
Kalenić (Ub) (em cirílico: Каленић) é uma vila da Sérvia localizada no município de Ub, pertencente ao distrito de Kolubara, na região de Tamnava. A sua população era de 761 habitantes segundo o censo de 2011.

## Demografia
| 1948  | 1953  | 1961  | 1971  | 1981  | 1991 | 2002 | 2011 |
| ----- | ----- | ----- | ----- | ----- | ---- | ---- | ---- |
| 1 104 | 1 222 | 1 178 | 1 110 | 1 010 | 819  | 888  | 761  |